# Charles Houben
Karel od svatého Ondřeje, C. P., rodným jménem Joannes Andreas Houben (11. prosince 1821, Munstergeleen – 5. ledna 1893, Dublin) byl nizozemský římskokatolický kněz a řeholník kongregace passionistů, působící v Irsku. Katolická církev jej uctívá jako světce.

## Život

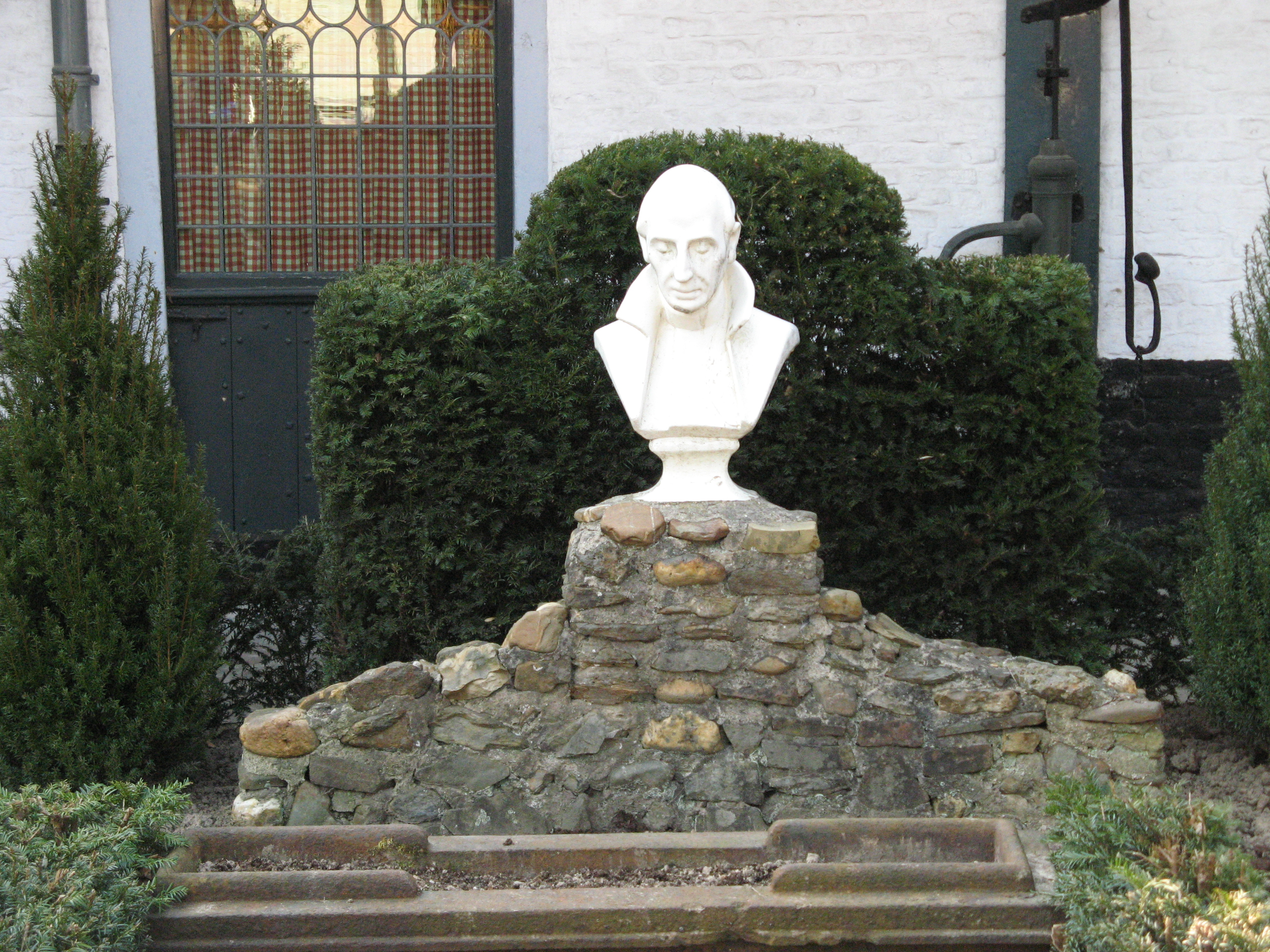
Jeho busta v Munstergeleenu

Narodil se dne 11. prosince 1821 ve vesnici Munstergeleen v provincii Limburg v Nizozemském království jako čtvrtý z jedenácti dětí mlynáře Petra Josefa Houbena a Jany Alžběty roz. Luijten. Pokřtěn byl ještě v den svého narození. Jako chlapec navštěvoval vesnickou školu. Poté docházel na střední školu v nedalekém městě Sittard. V devatenácti letech byl zapsán na vojenskou službu u prvního nizozemského pěšího pluku. Po skončení jeho služby v záloze dne 18. února 1845 byl formálně propuštěn.
Cítil povolání k řeholnímu životu a roku 1845 byl přijat do noviciátu řeholní kongregace Společenství utrpení Ježíše Krista (zvaná passionisté), se kterými se seznámil během své vojenské služby. Dne 10. prosince 1846 složil své první řeholní sliby, přijal řeholní jméno Karel od svatého Ondřeje a řeholní hábit z rukou bl. Dominika Barbera. Dne 20. prosince 1850 složil své doživotní řeholní sliby a následující den byl vysvěcen na kněze. Roku 1852 byl poslán sloužit do Anglie. Začal se zde učit anglicky a pomáhat při pastoraci. V té době se poprvé dostal do kontaktu s Iry, kteří se stěhovali do Anglie kvůli velkému hladomoru.

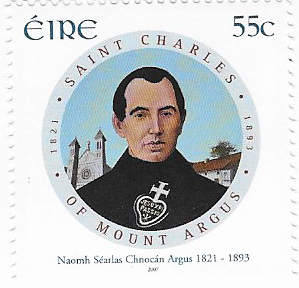
Poštovní známka s otcem Karlem (Irsko)

V červenci roku 1857 byl na žádost ct. Ignatia Spencera poslán do Irska na Mount Argus v Cros Araild v Dublinu. I když nebyl příliš dobrý kazatel, kvůli nedokonalému ovládání jazyka, proslul především jako zpovědník. Měl dar zázračně uzdravovat, pročež si získal veliký věhlas, ale i nepřátele. Roku 1866 byl poslán zpět do Anglie do St Helens.
Roku 1874 se vrátil zpět do Cros Araild v Dublinu. Poslední roky svého života trpěl zdravotními problémy. V dubnu roku 1881 jel k nemocnému, když se po setkání s automobilem koně splašili a jeho vůz se převrátil. Utrpěl zlomeninu pravé nohy, která se kvůli infekci nikdy nezhojila. Od prosince roku 1892 byl již upoután na lůžko. Zemřel dne 5. ledna 1893 na Mount Argus v Cros Araild v Dublinu. Zde jsou také uchovávány jeho ostatky.

## Úcta

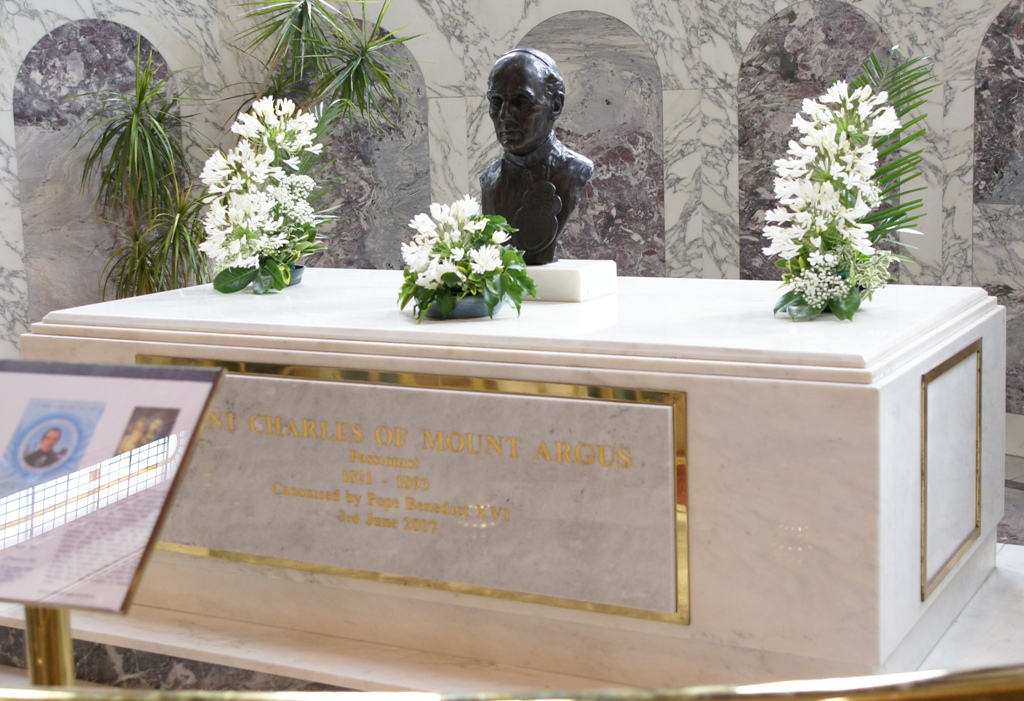
Jeho hrobka na Mount Argus v Cros Araild v Dublinu

Jeho beatifikační proces započal dne 13. listopadu 1935, čímž obdržel titul služebník Boží. Dne 10. května 1979 jej papež sv. Jan Pavel II. podepsáním dekretu o jeho hrdinských ctnostech prohlásil za ctihodného. Dne 1. září 1988 byl uznán první zázrak na jeho přímluvu, potřebný pro jeho blahořečení.
Blahořečen pak byl dne 16. října 1988 v bazilice sv. Patra papežem sv. Janem Pavlem II. Dne 16. prosince 2006 byl uznán druhý zázrak na jeho přímluvu, potřebný pro jeho svatořečení. Svatořečen pak byl dne 3. června 2007 na Svatopetrském náměstí papežem Benediktem XVI.
Jeho památka je připomínána 5. ledna. Bývá zobrazován v řeholním oděvu.